# Домброва-Ґощевіцька
Домброва-Ґощевіцька (пол. Dąbrowa Goszczewicka) — село в Польщі, у гміні Потворув Пшисуського повіту Мазовецького воєводства.
Населення — 146 осіб (2011).
У 1975-1998 роках село належало до Радомського воєводства.

## Демографія
Демографічна структура станом на 31 березня 2011 року:
|          | Загалом | Допрацездатний вік | Працездатний вік | Постпрацездатний вік |
| -------- | ------- | ------------------ | ---------------- | -------------------- |
| Чоловіки | 86      | 24                 | 50               | 12                   |
| Жінки    | 60      | 12                 | 35               | 13                   |
| Разом    | 146     | 36                 | 85               | 25                   |